# Оунауей
Оунауей (на английски: Onaway) е град в окръг Лата, щата Айдахо, САЩ. Оунауей е с население от 230 жители (2000) и обща площ от 0,4 km². Намира се на 799 m надморска височина. ЗИП кодът му е 83855, а телефонният му код е 208.